# Anthaxia moises
Anthaxia moises es una especie de escarabajo del género Anthaxia, familia Buprestidae. Fue descrita científicamente por Obenberger en 1921.

## Distribución
Se distribuye por África: Egipto.